# Survivor Series (1987)
Survivor Series 1987 fue la primera edición anual de Survivor Series, un evento pago por visión de lucha libre profesional producido por la World Wrestling Federation (WWF). Tuvo lugar el 26 de noviembre de 1987 desde el Richfield Coliseum en Richfield, Ohio.
El evento fue añadido después de WrestleMania III, debido al éxito en el mercado de Hulk Hogan frente a André the Giant.

## Resultados
- (5 on 5) Survivor Series Elimination Match: Randy Savage , Jake Roberts, Ricky Steamboat, Brutus Beefcake, & Jim Duggan derrotaron a The Honky Tonk Man , Hércules, Danny Davis, Ron Bass y Harley Race (23:38)

| N.º                                                           | Luchador                 | Eliminado por      | Técnica de Eliminación  | Tiempo |
| ------------------------------------------------------------- | ------------------------ | ------------------ | ----------------------- | ------ |
| 1                                                             | Jim Duggan & Harley Race | Nadie              | Cuenta fuera            | 4:11   |
| 2                                                             | Ron Bass                 | Brutus Beefcake    | "High knee"             | 5:18   |
| 3                                                             | Brutus Beefcake          | The Honky Tonk Man | "Shake Rattle 'N' Roll" | 6:53   |
| 4                                                             | Danny Davis              | Jake Roberts       | "DDT"                   | 11:12  |
| 5                                                             | Hércules                 | Randy Savage       | "Diving Elbow Drop"     | 16:19  |
| 6                                                             | The Honky Tonk Man       | Nadie              | Cuenta Fuera            | 23:36  |
| Supervivientes: Randy Savage, Jake Roberts, & Ricky Steamboat |                          |                    |                         |        |

- (5 on 5) Survivor Series Elimination Match: The Fabulous Moolah, Rockin' Robin, Velvet McIntyre y Jumping Bomb Angels (Itsuki Yamazaki & Noriyo Tateno) derrotaron a Sensational Sherri, The Glamour Girls (Leilani Kai y Judy Martin) (c/Jimmy Hart), Donna Christanello y Dawn Marie (20:14)

| N.º                                 | Luchador            | Eliminado por      | Técnica de Eliminación | Tiempo |
| ----------------------------------- | ------------------- | ------------------ | ---------------------- | ------ |
| 1                                   | Donna Christianello | Velvet McIntyre    | "Victory Roll"         | 1:57   |
| 2                                   | Dawn Marie          | Rockin' Robin      | "Running Crossbody"    | 4:10   |
| 3                                   | Rockin' Robin       | Sensational Sherri | "Vertical Suplex"      | 6:50   |
| 4                                   | Fabulous Moolah     | Judy Martin        | "Double Clothesline"   | 10:52  |
| 5                                   | Sensational Sherri  | Velvet McIntyre    | "Victory Roll"         | 14:54  |
| 6                                   | Velvet McIntyre     | Leilani Kai        | "Electric Chair Drop"  | 17:20  |
| 7                                   | Leilani Kai         | Itsuki Yamazaki    | "Diving Crossbody"     | 18:31  |
| 8                                   | Judy Martin         | Noriyo Tateno      | "Diving Clothesline"   | 20:10  |
| Supervivientes: Jumping Bomb Angels |                     |                    |                        |        |

- - Durante la lucha Hart interfirió a favor de Kai y Martin.
  - Está es la primera lucha de la división femenina en el evento.
- Tag-Team Survivor Series Elimination Match: Strike Force (Tito Santana & Rick Martel), The Young Stallions (Paul Roma & Jim Powers), The Fabulous Rougeaus (Jacques & Raymond), The Killer Bees (Jim Brunzell & Brian Blair) y The British Bulldogs (Davey Boy Smith & Dynamite Kid) derrotaron a The Hart Foundation (Bret Hart & Jim Neidhart) (con Jimmy Hart), The Islanders (Haku & Tama) (con Bobby Heenan), Demolition (Ax & Smash) (con Mr. Fuji), The Bolsheviks (Nikolai Volkoff & Boris Zhukov) (c/Slick) y The New Dream Team (Greg Valentine & Dino Bravo) (con Johnny V.) (37:16)
  - Esta fue una variación de Survivor Series con 10 equipos. Si una persona de uno de los equipos era eliminado, su compañero también lo era.

| N.º                                           | Luchador                        | Eliminado por  | Técnica de Eliminación            | Tiempo |
| --------------------------------------------- | ------------------------------- | -------------- | --------------------------------- | ------ |
| 1                                             | Boris Zhukov (Bolsheviks)       | Tito Santana   | "Flying Forearm Smash"            | 1:30   |
| 2                                             | Jacques Rougeau (Rougeau Bros.) | Ax             | Tras fallar un "Diving Crossbody" | 6:00   |
| 3                                             | Smash (Demolition)              | Nadie          | Descalificado                     | 9:00   |
| 4                                             | Tito Santana (Strike Force)     | Jim Neidhart   | Pinfall                           | 12:00  |
| 5                                             | Dynamite Kid (British Bulldogs) | Haku           | Pinfall                           | 20:00  |
| 6                                             | Greg Valentine (New Dream Team) | Paul Roma      | "Diving Sunset Flip"              | 24:00  |
| 7                                             | Bret Hart (Hart Foundation)     | Jim Brunzell   | "Roll-Through"                    | 31:00  |
| 8                                             | Tama (The Islanders)            | B. Brian Blair | "Sunset Flip"                     | 37:00  |
| Supervivientes: Killer Bees & Young Stallions |                                 |                |                                   |        |

- (5 on 5) Survivor Series Elimination Match: André the Giant, One Man Gang, King Kong Bundy, Butch Reed & Rick Rude (c/Bobby Heenan y Slick) derrotaron a Hulk Hogan, Paul Orndorff, Don Muraco, Ken Patera & Bam Bam Bigelow (c/Oliver Humperdink) (24:00)
  - Después de la pelea, Hulk Hogan volvió al ring y atacó a André.

| N.º                             | Luchador        | Eliminado por   | Técnica de Eliminación                          | Tiempo |
| ------------------------------- | --------------- | --------------- | ----------------------------------------------- | ------ |
| 1                               | Butch Reed      | Hulk Hogan      | "Atomic leg drop"                               | 3:00   |
| 2                               | Ken Patera      | One Man Gang    | "747 Splash"                                    | 8:00   |
| 3                               | Paul Orndorff   | Rick Rude       | "Roll up" después de una interferencia de Bundy | 10:00  |
| 4                               | Rick Rude       | Don Muraco      | "Powerslam"                                     | 11:00  |
| 5                               | Don Muraco      | One Man Gang    | "747 Splash"                                    | 13:00  |
| 6                               | Hulk Hogan      | Nadie           | Cuenta Fuera                                    | 16:00  |
| 7                               | King Kong Bundy | Bam Bam Bigelow | "Slingshot Splash"                              | 18:00  |
| 8                               | One Man Gang    | Bam Bam Bigelow | "Roll-up" después de fallar un "747 Splash"     | 21:00  |
| 9                               | Bam Bam Bigelow | André the Giant | "Double Underhook Suplex"                       | 24:00  |
| Supervivientes: André The Giant |                 |                 |                                                 |        |

## Otros roles
| Comentaristas - Gorilla Monsoon - Jesse Ventura Entrevistadores - Craig DeGeorge - Gene Okerlund Anunciador en el ring - Howard Finkel | Referees - Dave Hebner - Earl Hebner - Jim Korderas - Joey Marella |